# Niebla (telenovela)
Niebla es una telenovela mexicana que se transmitió por el Canal 4 de Telesistema Mexicano en 1961. Dirigida por José Morris y producida por Ernesto Alonso, quien también participó en el rol protagónico junto a Amparo Rivelles y la participación de Prudencia Griffel como villana de la historia. Una de las mejores producciones de 1961. Está grabada en blanco y negro.
Fue la última telenovela que se transmitió por Canal 4.

## Elenco
- Amparo Rivelles
- Ernesto Alonso
- Prudencia Griffel
- Susana Cabrera
- Luis Bayardo
- Bertha Moss
- Judy Ponte
- Jana Kleinburg
- Ramón Bugarini
- Firulais

## Producción
- Historia Original: Marissa Garrido
- Adaptación: Marissa Garrido
- Director de cámaras: Ernesto Alonso
- Director general: José Morris
- Producción: Ernesto Alonso

## Datos a resaltar
- La telenovela está grabada en blanco y negro.